# Dingras
Dingras ist eine Stadtgemeinde in der philippinischen Provinz Ilocos Norte. Im Jahre 2015 zählte sie 38.562 Einwohner. Durch die Gemeinde fließen zahlreiche Flüsse, von denen der Laoag größte ist. Er ist wegen seines Fisch- und Austernreichtums für viele Familien wichtig, um den Lebensunterhalt zu sichern. 
Dingras ist in folgende 31 Baranggays aufgeteilt:
| - Albano - Bacsil - Bagut - Baresbes - Barong - Bungcag - Cali - Capasan - Dancel - Elizabeth - Espiritu | - Foz - Guerrero - Lanas - Lumbad - Madamba - Mandaloque - Medina - Parado - Peralta - Puruganan | - Root - Sagpatan - Saludares - San Esteban - San Francisco - San Marcelino - San Marcos - Sulquiano - Suyo - Ver |